# Hasan İzzet Pasza
Hasan İzzet Pasza (tur. Hasan İzzet Paşa, ur. w grudniu 1871 w Aksray pod Konstantynopolem, zm. 3 marca 1931 w Aleppo) – oficer i generał imperium osmańskiego.

## Pochodzenie
Hasan İzzet Pasza urodził się w grudniu 1871 w należącej do lokalnej elity rodzinie tureckiej w Aksray pod Konstantynopolem.  Jego rodzicami byli Ali Muhsin Pasza (ojciec) oraz Süreyya Hanım (matka).

## Kariera wojskowa
Po odbyciu nauki w szkołach niższego szczebla wstąpił do Osmańskiej Akademii Wojskowej (tur. Mekteb-i Füsûn-u Harbiyye-i Şâhâne), którą ukończył w 1890 r. w wieku 19 lat.  Uczęszczał następnie do Wyższej Szkoły Sztabowej (tur. Mekteb-i Erkân-ı Harbiye-i Şâhâne, obecnie Harp Akademisi). Po jej ukończeniu i odbyciu praktyki w armii otrzymał w 1893 roku nominację na stopień odpowiadający kapitanowi (tur. Erkân-ı Harp Yüzbaşısı Kolağası).
Musiał być wyróżniającym się oficerem, gdyż rok później powołany został przez sułtana do Departamentu IV Sztabu Generalnego.
W 1995 roku mianowany Kolağası, tj. na stopień wojskowy pomiędzy europejskim kapitanem a majorem (stopnie wojskowe imperium osmańskiego nie odpowiadały ściśle europejskim). W następnym roku powołany do Osmańskiej Akademii Wojskowej jako instruktor taktyki.
Uczestniczył w wojnie grecko-tureckiej (1897).  Brał udział w ataku na Elassonę oraz w bitwie pod Demokos (tur. Dömeke Muharebesi).
Po wojnie skierowany został jako wykładowca do Wyższej Szkoły Wojskowej w Adrianopolu (tur. Edirne Askerî İdadisi), a następnie Wyższej Szkoły Wojskowej w Damaszku (tur. Şam Askerî İdadisi). Kolejno awansowany na wyższe stopnie wojskowe.
W 1909 roku mianowany został dowódcą 17 Dywizji Kawalerii w Serres, obecnie w greckiej Macedonii. Dwa lata później mianowany został dowódcą 1 Dywizji 1 Korpusu.
Uczestnik wojen bałkańskich.  W pierwszej wojnie bałkańskiej początkowo dowódca 9 Dywizji wchodzącej w skład Armii Wschodniej.  Uczestnik bitew pod Kayali, Taştabya, Vize, Çatalca.  19 grudnia 1912 mianowany generałem (tur. mirliva).  Od stycznia 1913 dowódca I Korpusu, od marca 1913 dowódca 18 Dywizji.
W drugiej wojnie bałkańskiej dowódca II Korpusu, później dowódca III Korpusu.

## I wojna światowa
Po przystąpieniu Imperium Osmańskiego do I wojny światowej powołany przez sułtana Mehmeda V na stanowisko dowódcy III Armii odpowiedzialnej za działania na froncie kaukaskim I wojny światowej.  Jako dowódca armii późną jesienią 1914 roku powstrzymał ofensywę rosyjską prowadzoną w ramach operacji köprüköyskiej zadając wojskom rosyjskim znaczne straty i zmusił je do wycofania się niemal na pozycje wyjściowe.
Zdając sobie sprawę z niedostatecznego wyposażenia armii osmańskiej sprzeciwił się prowadzeniu bardziej agresywnych działań na froncie kaukaskim.  Został za to odwołany ze stanowiska przez tureckiego ministra wojny İsmail Envera Paszę, który sam objął dowództwo III Armii i rozpoczął ofensywę zakończoną klęską i zniszczeniem wojsk tureckich pod Sarykamyszem.

## Nominacje na stopnie wojskowe
- Yüzbaşı – odpowiednik kapitana – 24 marca 1893
- Kolağası – stopień pośredni między kapitanem i majorem –  7 maja 1895
- Binbaşı – stopień pośredni między majorem i podpułkownikiem – 21 kwietnia 1897
- Kaymakam – stopień pośredni między podpułkownikiem a pułkownikiem – 2 października 1900
- Miralay – odpowiednik brygadiera w armii brytyjskiej – 23 kwietnia 1905
- Mirliva – najniższy stopień generalski, odpowiednik generała brygady – 19 grudnia 1912
- Ferik – odpowiednik generała dywizji – 1 października 1915